# Yasuo Hori
Yasuo Hori (jap. 堀 泰雄 Hori Yasuo; esperanto: Hori Jasuo) (ur. 17 grudnia 1941 w Tokio) – japoński esperantysta, pisarz, wydawca, honorowy członek Universala Esperanto-Asocio (UEA), Esperantysta Roku 2018.

## Życiorys

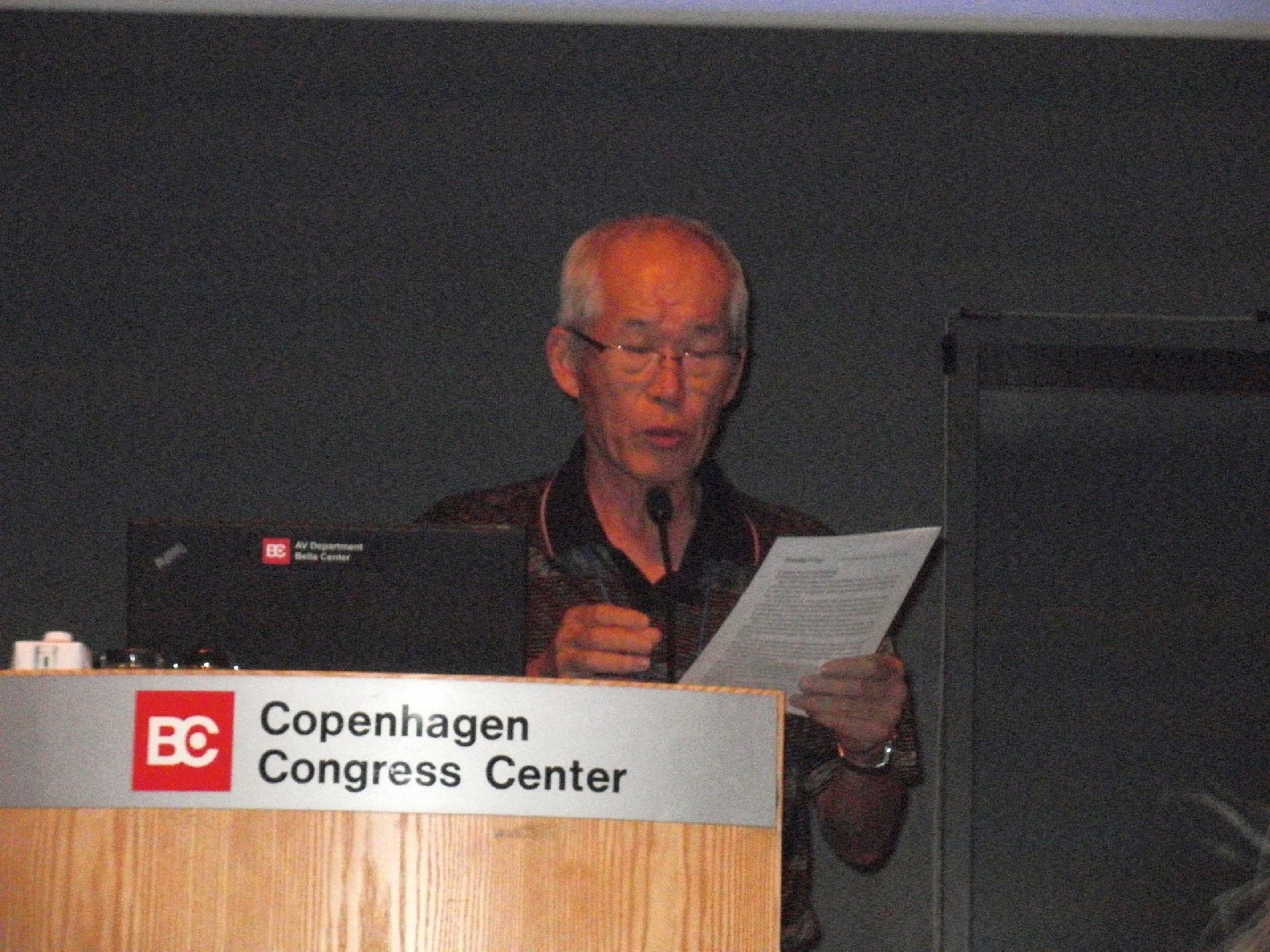
Yasuo Hori podczas Światowego Kongresu Esperanta w 2011

Urodził się w Tokio w 1941, dzieciństwo spędził w prefekturze Gunma. W 1965 ukończył studia na Kyoto University, następnie pracował jako nauczyciel języka angielskiego. W 2005 przeszedł na emeryturę.

## Działalność esperancka
W 1960 Yasuo Hori nauczył się samodzielnie esperanta. Od 1993 do 2014 był członkiem Japońskiego Instytutu Esperanta (Japana Esperanto-Instituto, JEI), a od 2005 jego wiceprzewodniczącym. Przez 12 lat był głównym redaktorem La Revuo Orienta, a od 2001 redaktorem Esperanto en Azio, organu wydawanego przez Komisję Azjatycką działającą przy Universala Esperanto-Asocio (Azia Komisiono de UEA). W latach 2001–2008 był przewodniczącym tejże komisji. 
W latach 2007–2010 był członkiem zarządu Universala Esperanto-Asocio, odpowiadającym za krajową i regionalną działalność.
W 2004 otrzymał nagrodę Ossaka przyznawaną przez Japoński Instytut Esperanta, a w 2011 Nagrodę Onisaburo Deguchi (esp. Premio Deguĉi) przyznawaną przez UEA. Nagrodę przyznano za wieloletnią działalność na rzecz propagowania japońskiej kultury w świecie, w tym za cykl książek Raporty z Japonii (Raportoj el Japanio).
W 2009 zainicjował konkurs Internacia Esperanto-Sumoo, którego celem jest zachęcenie esperantystów do czytania książek esperanckich. Konkurs w znaczny sposób przyczynił się do zwiększenia ich czytelnictwa. Ideę konkursu poparła Międzynarodowa Liga Nauczycieli Esperantystów (ILEI).
W 2010, podczas 95. Światowego Kongresu Esperanto w Hawanie, utworzył Towarzystwo na rzecz śpiewania hymnu „Espero” z pamięci (Societo por parkere kanti la himnon Espero), aby zmotywować esperantystów do uczenia się tekstu hymnu na pamięć.
Od 11 marca 2011 na bieżąco informował esperantystów z całego świata o sytuacji w Japonii po katastrofie w elektrowni atomowej, przekazując własne doświadczenia. Wszystkie raporty ukazywały się na stronie internetowej Sennacieca Asocio Tutmonda (SAT), a także w języku francuskim i esperanckim na stronie internetowej Espéranto-Indre w rubryce Wieści z Japonii (Nouvelles du Japon). Na ten temat wygłosił także prelekcję podczas 90. kongresu SAT w 2017 w Gimpo-Seulu.
15 grudnia 2018 został wybrany Esperantystą Roku 2018. Tytuł został przyznany w uznaniu za wieloletnią działalność esperancką, przede wszystkim za organizację i prowadzenie konkursu Internacia Esperanto-Sumoo i za cykl książek Raportoj el Japanio (w 2018 ukazał się już 21. tom serii).

## Wybrane dzieła
- Raportoj el Japanio (pol. Raporty z Japonii - 22 tomy), ukazują się od 1998[9] (w języku esperanto)[1],
- Invito al Internacia Lingvo Esperanto (pol. Zaproszenie do Międzynarodowego Języka Esperanto) (w języku japońskim i esperanto), 2004[10],
- Tertrema katastrofo de Japanio (pol. Trzęsienie ziemi - katastrofa dla Japonii), 2011 (w języku esperanto)[1],
- Memoroj pri la Japana Katastrofo (pol. Wspomnienia z japońskiej katastrofy), 2015 (w języku japońskim i esperanto)[11],
- "Nia mirinda vojaĝo" kaj aliaj rakontoj (pol. "Nasza cudowna podróż" i inne opowiadania), 2017 (w języku esperanto)[12]
- Ĉiutaga vivo tra la Mondo (pol. Codzienne życie na świecie), 2018, (w języku esperanto)[13],
- Bild-taglibro pri la Katastrofo en 2011 (pol. Obrazkowy dziennik dotyczący katastrofy w 2011), 2019 (w języku esperanto)[14],
- De la Maro de Tooni al la Mondo (pol. Z morza Tooni w świat), 2020, (w języku esperanto)[15],
- Vojaĝo de senhejma hundo Saburoo (pol. Podróż bezdomnego psa Saburoo), 2020, (w języku esperanto)[16]

W 2009 i 2011 Hori Yasuo zdobył pierwsze nagrody w literackich konkursach organizowanych przez Japoński Instytut Esperanta.